# Mitch Pileggi
Mitchell Craig "Mitch" Pileggi (Portland (Oregon), 5 april 1952) is een Amerikaanse acteur. Pileggi is bekend van zijn rol als FBI-assistent-directeur Walter Skinner in de serie The X-Files. Daarnaast heeft hij regelmatig gespeeld in de serie Stargate Atlantis als kolonel Steven Caldwell. Hij speelde in de film, Flash of Genius uit 2008.

## Vroege leven
Pileggi is geboren in Portland (Oregon), Verenigde Staten. Zijn familie verhuisde regelmatig, vanwege het werk van zijn vader bij defensie. Hij woonde achtereenvolgens in Oregon, Californië en Texas. Later verhuisden ze naar Turkije, waar hij het grootste deel van zijn jeugd doorbracht.
Op de middelbare school deed hij aan worstelen en American football. Hij was student aan de Universiteit van Texas in Austin. Hij werkte een tijd voor defensie in Iran. Vanwege de Iraanse Revolutie in 1979 vluchtten hij en zijn broer naar Griekenland.

## Carrière

### Vroege carrière
Pileggi begon met acteren in musicals toen hij de middelbare school in Turkije volgde. Nadat hij uit Iran terugkeerde naar Austin, speelde hij in lokale theaters en vervolgde zijn acteercarrière met kleine rolletjes in B-films en gastrollen in televisieseries zoals Dallas, China Beach, Code of Vengeance en Walker, Texas Ranger.
In de jaren 1980 figureerde hij in onder meer Three O'Clock High als Duke "The Duker" Herman, een strenge beveiliger van de parkeerplaats van een middelbare school en in Shocker als seriemoordenaar Horace Pinker.

### Televisie
Zijn meest noemenswaardige rol was die van assistent-directeur bij de FBI, Walter Skinner, in de serie The X-Files. De rol was oorspronkelijk beperkt, maar in 2001 werd de rol uitgebreid en werd hij een vast lid van de cast. Het karakter werd geleidelijk aan het belangrijkste naast de twee hoofdrollen. Hij bleef in de serie tot het einde op de televisie in 2002. Pileggi speelde hetzelfde karakter in de film X-Files film uit 1998 en zes jaar na het einde van de serie in de film The X-Files: I Want to Believe.
Pileggi's recente werk omvat een rol in de kortlopende tv-serie Tarzan en een rol samen met Barbara Hershey and Oliver Hudson in de kortlopende tv-serie The Mountain. Sinds 2005 heeft hij herhaaldelijk de rol gespeeld van het karakter Kolonel Steven Caldwell, Commandant van het aardse gevechtsschip Daedalus, in het tweede en de volgende seizoenen van de televisieserie Stargate Atlantis. Hij speelde ook in een aflevering van CSI: Crime Scene Investigation en in 2006 had hij een regelmatige gastrol in Day Break als Overval/Moord Rechercheur Spivak. Pileggi had ook een rol in de serie Cold Case in de aflevering "Offender", waarin hij de vader speelt die wordt beschuldigd van de moord op zijn eigen zoon en vervolgens dreigt om een moord per dag uit te voeren totdat de zaak wordt heropend en opgelost. Pileggi speelde ook de rol van Larry Jennings, voorzitter van de directie van het ziekenhuis in Grey's Anatomy, en de rol van Red Formans vriend Bull in een aflevering van That '70s Show.
Pileggi speelde in twee afleveringen van Law and Order: SVU DEA agent Jack Hammond. In de aflevering "Loss", onderzoeken Hammond en zijn partner, DEA agent Tim Donovan, de moord op een prostituee die een undercoveragent van de DEA was. Pileggi's karakter keert terug in seizoen zes in de aflevering "Ghost". Sinds 2008 speelt Pileggi Ernest Darby, het hoofd van een Arische bende "Nordics", in de goed ontvangen FX-drama Sons of Anarchy. Hij speelde ook de seriemoordenaar Norman Hill (ook bekend als The Road Warrior) in de aflevering "Normal" van het vierde seizoen van Criminal Minds.
Pileggi heeft ook als stemacteur gewerkt. Zijn stem komt voor als de githzerai Dak'kon in het videospel Planescape: Torment. Daarnaast speelt hij de rol Commissioner James Gordon in de kinderanimatieserie The Batman.
Pileggi was gastheer van de controversiële FOX-specials Breaking the Magician's Code: Magic's Biggest Secrets Finally Revealed en Conspiracy Theory: Did We Land on the Moon?
Op het moment speelt Pileggi Sam en Dean Winchester's grootvader, Samuel Campbell in de tv-serie Supernatural.

## Persoonlijk leven
Pileggi's eerste huwelijk was met Debbie Andrews. Ze waren getrouwd van 1978 tot 1983.
In 1996 trouwde hij met zijn tweede vrouw, Arlene Warren. Ze hebben een dochter, geboren in 1998. Warren en Pileggi zijn in eerste instantie aan elkaar geïntroduceerd door David Duchovny, die later getuige was voor hun huwelijk op Hawaï. Warren heeft op de set van The X-Files gewerkt als stand-in voor Gillian Anderson. Later in de serie speelde Warren Skinners secretaresse, Arlene.